# Deonthal
Deonthal és una muntanya a Himachal Pradesh, a 31° 11′ N, 76° 53′ E / 31.183°N,76.883°E a la serralada de Malun.
La seva fama deriva delfet que fou el lloc de la batalla decisiva (abril de 1815) de la Guerra Gurkha (1814-1815), dins l'estat d'Hindur (també Nalagarh o Nawalgarh). Està situada a 3 km al sud de Malaun entre el fort de Malaun i Surajgarh, que estaven dominats pels gurkhes; el general Ochterlony va avançar contra ells i un destacament sota comandament del coronel Thompson va ocupar Deonthal i va rebutjar en la batalla que va seguir, a costa de fortes pèrdues, un contraatac gurkha de 2000 homes. Localment la batalla s'anomena de Lohargati, per alguna relació amb el cap gurkha Bhagtia Thapa, que segons els relats va carregar contra la boca d'un canó i va sacrificar la seva vida; la batalla va posar fi a la guerra.